# ТОЗ-134-20
ТОЗ-134-20 — двуствольное облегчённое ружьё 20-го калибра с вертикальным расположением стволов, разработанное Тульским оружейным заводом на основе модели ТОЗ-34. Допускает установку стволов 28-го и 32-го калибров.

## Производство
Началу производства ружья ТОЗ-134-20 предшествовал большой спрос со стороны охотников-промысловиков и охотников-любителей на лёгкое двуствольное ружьё с минимальным расходом боеприпасов. Прежде спросом пользовались ружья 12-го калибра, крайне популярные у охотников и спортсменов, однако от базовой модели охотничьего ружья 12-го калибра Тульский оружейный завод в дальнейшем отказался. Обычно для обеспечения условий нормального сгорания дымного пороха в ружьях предполагалась установка удлинённых стволов, однако в большинстве ружей использовался именно бездымный порох, что предполагало разработку ружей 20-го, 28-го и 32-го калибров. ТОЗ взял за основу для разработки новой модели модель 20-го калибра ТОЗ-34, объявив о начале производства ТОЗ-134-20 в 1986 году.

## Конструкция
В основу облегчённого ТОЗ-134-20 была положена конструктивная схема ТОЗ-34 с оптимальной унификацией узлов и деталей. Стволы ружья являются отъёмными; ТОЗ-134-20 предусматривает установку стволов 28-го и 32-го калибров на колодку 20-го калибра. Длина стволов 20-го калибра — 600 мм, 28-го и 32-го калибров — 550 мм. Общая длина ружья не превышает 1020 мм. Вес ружей для всех трёх калибров находится в пределах 2,4 — 2,6 кг, при этом ружьё для стрельбы обычными патронами весит 2,4 кг, а патронами «Магнум» (усиленными) — 2,6 кг. Сверление стволов: верхний — чок, нижний — цилиндр (в расчёте на применение круглой калиберной пули), каналы стволов хромированы.
Стволы соединяются муфтой в казённой части и промежуточной муфтой, которая служит основанием ствольной антабки. Промежуточная муфта используется для ликвидации вибрации стволов в момент выстрела и «крещения» центров осыпи дроби. Зазор между стволами закрывается декоративной пластмассовой планкой, не допускающей попадания веток в промежуток между стволами при охоте в кустарниках.
Основание УСМ, спусковая скоба и рычаг запирания изготовлены из легкого сплава с защитно-декоративным покрытием чёрного цвета. В зоне прицельной планки, на казенной части муфты есть посадочное место типа «ласточкин хвост» для крепления оптического прицела.

## Применение
По оценкам производителей, ружьё ТОЗ-134-20 сохраняло мощность боя у цели, было значительно меньше в размерах и легче по сравнению с ружьём 12-го калибра и расширяло потенциальные возможности охотника. Однако после череды писем в адрес Тульского оружейного завода, в которых высказывались возражения против использования легких сплавов и пластмасс при производстве ружей, было принято решение не ставить ТОЗ-134 на дальнейшее производство.
Ружья ТОЗ-134 в настоящее время используются на некоторых соревнованиях по стендовой стрельбе.